# Borgstena
Borgstena är en tätort i Borås kommun och kyrkbyn i Borgstena socken.
Strax öster om tätorten ligger Borgstena kyrka.
Boende i Borgstena uttalar ortsnamnet "Bôrst".

## Befolkningsutveckling
| Befolkningsutvecklingen i Borgstena 1960–2020 | Befolkningsutvecklingen i Borgstena 1960–2020 | Befolkningsutvecklingen i Borgstena 1960–2020 | Befolkningsutvecklingen i Borgstena 1960–2020 | Befolkningsutvecklingen i Borgstena 1960–2020 |
| --------------------------------------------- | --------------------------------------------- | --------------------------------------------- | --------------------------------------------- | --------------------------------------------- |
|                                               |                                               |                                               |                                               |                                               |
| År                                            |                                               |                                               | Folkmängd                                     | Areal (ha)                                    |
| 1960                                          | 1960                                          |                                               | 337                                           |                                               |
| 1965                                          | 1965                                          |                                               | 412                                           |                                               |
| 1970                                          | 1970                                          |                                               | 486                                           |                                               |
| 1975                                          | 1975                                          |                                               | 460                                           |                                               |
| 1980                                          | 1980                                          |                                               | 428                                           |                                               |
| 1990                                          | 1990                                          |                                               | 422                                           | 62                                            |
| 1995                                          | 1995                                          |                                               | 413                                           | 64                                            |
| 2000                                          | 2000                                          |                                               | 373                                           | 69                                            |
| 2005                                          | 2005                                          |                                               | 398                                           | 69                                            |
| 2010                                          | 2010                                          |                                               | 386                                           | 69                                            |
| 2015                                          | 2015                                          |                                               | 426                                           | 107                                           |
| 2020                                          | 2020                                          |                                               | 423                                           | 109                                           |
|                                               |                                               |                                               |                                               |                                               |

## Företag från orten
- Borgstena Textile
- Vida Borgstena AB
- Bregmos reklamgodis

## Föreningar
I Borgstena finns föreningar som Borgstena Missionsförsamling, SMU och Borgstena Idrottsförening.